# Phrygiopilus
Phrygiopilus is een geslacht van kreeftachtigen uit de klasse van de Malacostraca (hogere kreeftachtigen).

## Soorten
- Phrygiopilus acanthophallus Smalley, 1970
- Phrygiopilus chuacusensis Smalley, 1970
- Phrygiopilus ibarrai (Pretzmann, 1978)
- Phrygiopilus montebelloensis Álvarez & Villalobos, 1998
- Phrygiopilus strengerae (Pretzmann, 1965)
- Phrygiopilus yoshibensis Álvarez & Villalobos, 1998